# Orden von der Heimsuchung Mariens

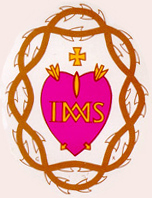
Ordenswappen der Heimsuchung Mariens (Salesianerinnen): das durchbohrte Herz Jesu, das mit der Dornenkrone umkränzt ist

Der Orden von der Heimsuchung Mariens (lateinisch Ordo Visitatio Mariae, Ordenskürzel OVM), dessen Mitglieder im deutschen Sprachraum auch unter dem Namen Salesianerinnen oder Visitantinnen bekannt sind, wurde im Jahr 1610 vom heiligen Franz von Sales und der heiligen Johanna Franziska von Chantal gegründet.

## Vorgeschichte

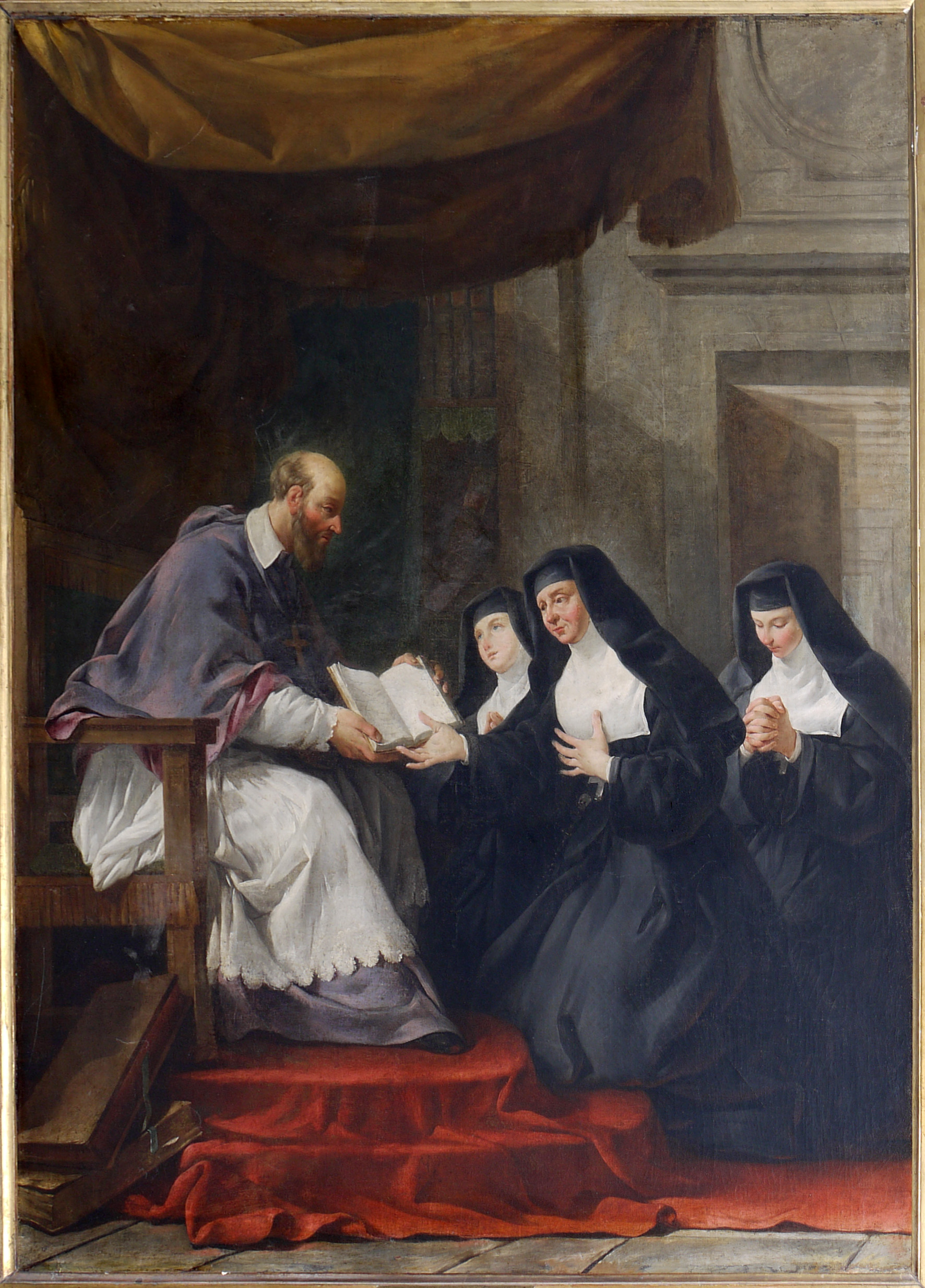
Franz von Sales übergibt Johanna Franziska von Chantal die Ordensregel (Gemälde von Noël Hallé, 18. Jahrhundert, in der Kirche St-Louis-en-l’Île in Paris)

Franz von Sales, Bischof von Genf-Annecy, hatte am 5. März 1604 bei Fastenpredigten in Dijon die junge Baronin Johanna Franziska von Chantal kennengelernt. Sie war aufgrund eines tragischen Jagdunfalls ihres Ehemanns zur Witwe geworden und trug sich mit dem Gedanken, Ordensfrau zu werden. Franz von Sales übernahm die geistliche Begleitung der tieffrommen Adligen, und bald stellte sich heraus, dass Johanna Franziska den Ruf zu einem Ordensleben verspürte, bei dem aktive Tätigkeit und beschauliches Leben zutiefst miteinander verbunden sind. Eine solche Gemeinschaft existierte aber nicht, weshalb Franz von Sales und Johanna von Chantal sich dazu entschlossen, einen eigenen Orden zu gründen.

## Entstehung
Am 6. Juni 1610 wurde das erste Kloster der Heimsuchungsschwestern in Annecy, der Stadt, in der Franz von Sales als Bischof lebte, gegründet. Die ersten Schwestern waren neben Johanna Franziska von Chantal Charlotte de Bréchard, Jacqueline Favre und Jacqueline Coste. Der Name Orden von der Heimsuchung Mariens rührt von dem im Lukasevangelium beschriebenen Besuch der mit Jesus Christus schwangeren Gottesmutter bei ihrer Cousine Elisabeth her, der Bibelgeschichte Mariä Heimsuchung. Johanna von Chantal und Franz von Sales wollten jedoch mit diesem Namen die aktive Tätigkeit des Neuen Ordens ausdrücken: Heimsuchungsschwestern sollten Arme, Kranke und Bedürftige daheim aufsuchen, um sie zu unterstützen. Quelle für dieses karitative Tun sollte das Gebet sein – die Gottesliebe sollte durch und in der Nächstenliebe sichtbar werden. Als jedoch im Jahr 1615 in Lyon ein zweites Heimsuchungskloster gegründet werden sollte, wurde dieses Konzept vom zuständigen Erzbischof abgelehnt, weil er sich nicht mit einem karitativ tätigen Frauenorden – damals eine völlige Novität – abfinden konnte. Die Heimsuchungsschwestern und ihre Gründerpersönlichkeiten beugten sich dem Entscheid des Bischofs, und so wurde die Kongregation in einen kontemplativen Orden umgewandelt, der im Jahr 1618 von Paul V. die päpstliche Anerkennung erhielt.

## Ausbreitung
Als Franz von Sales rund vier Jahre nach der päpstlichen Anerkennung des Ordens im Jahr 1622 starb, existierten 13 Heimsuchungsklöster. Beim Tod der Gründerin Johanna Franziska von Chantal im Jahr 1640 waren es bereits 87 Ordenshäuser.
Im Jahr 2009 gab es 153 Klöster auf vier Kontinenten:
- Europa: Deutschland, Österreich, Kroatien, Tschechien, Polen, Ungarn, England, Irland, Spanien, Portugal, Italien, Frankreich und Belgien.
- Asien: Libanon und Südkorea
- Afrika: Burundi, Ruanda und Kongo
- Amerika

Nordamerika: USA, Kanada und Mexiko
Mittelamerika: Guatemala, Panama und Dominikanische Republik
Südamerika: Kolumbien, Ecuador, Peru, Brasilien, Paraguay, Uruguay, Chile und Argentinien
In Deutschland wurde das erste Heimsuchungskloster im Jahr 1667 in Indersdorf gegründet. Heute existieren in Deutschland noch folgende Heimsuchungsklöster: Kloster Zangberg bei Mühldorf am Inn, Kloster Dietramszell und Uedem am Niederrhein, in Österreich im Kloster Thurnfeld in Hall in Tirol und im Kloster am Rennweg in Wien sowie in der Schweiz in Solothurn und Freiburg im Üechtland.
Weitere Klöster in Deutschland wurden in den letzten Jahren aufgehoben: Salesianerinnenkloster Koblenz (1986), Kloster Pielenhofen (Kreis Regensburg) (2010), Kloster Beuerberg (Dekanat Wolfratshausen) (2014) sowie das Kloster Oberroning bei Landshut (2015).

## Heilige und Selige des Ordens
Zu den bekanntesten Ordensschwestern der Heimsuchung gehören die heilige Margareta Maria Alacoque (1647–1690), die im Kloster von Paray-le-Monial in Burgund lebte und in einer Vision den Auftrag erhielt, die Herz Jesu-Verehrung voranzutreiben, sowie Mutter Maria Salesia Chappuis (1793–1875) aus dem Ordenshaus in Troyes (Frankreich), die gemeinsam mit P. Louis Brisson die Oblaten des hl. Franz von Sales gründete.
1998 wurden Sr. Gabriela de Hinojosa und ihre Gefährtinnen, die sieben Märtyrinnen von Madrid, seliggesprochen. Auf die Visionen Sr. Marie-Marthe Chambons geht die Verbreitung einer Andacht zu den fünf Wunden Christi zurück. Die ehrwürdige Dienerin Gottes und Mystikerin Louise-Marguerite Claret de la Touche gründete das Ordensinstitut der Schwestern von Bethanien des Heiligsten Herzens. Aufgrund ihrer Visionen wurde der Priesterbund der Freunde des Herzens Jesu gegründet.
2015 wurde der Seligsprechungsprozess von Sr. Françoise-Thérèse (Léonie Martin) in Caen (Frankreich) eingeleitet. Sie war die „schwierige“ Schwester der hl. Therese von Lisieux und Tochter der hll. Zélie und Louis Martin, die nach vielen Schwierigkeiten und Kämpfen erst im Alter von 35 Jahren ins Heimsuchungskloster eintreten konnte.

## Tätigkeiten
Der Orden der Heimsuchung ist ein beschaulicher Orden mit Klausur. Insofern gehören persönliches Gebet und Chorgebet zu den wichtigsten Aufgaben der Salesianerinnen. Dazu kommen vielfältige Dienste für die Klostergemeinschaft (Pforte, Verwaltung, Haus und Garten). Einige Schwestern sind in der Erwachsenenbildung (Exerzitien, geistliche Begleitung) oder auch im erzieherischen Bereich tätig.

## Leitwort
Das Leitwort der Salesianerinnen lautet:

„Wir Schwestern von der Heimsuchung Mariä leben eine Spiritualität der Begegnung, die in der biblischen Begegnung von Maria und Elisabet (Lk 1,39–56 ) wurzelt. Wir möchten Antwort geben auf die Beziehungslosigkeit, Sprachlosigkeit und Einsamkeit unserer Zeit. Wir leben dies vor allem aus der Begegnung mit Gott, unserer Mitte und Quelle. Wir leben dies in der Begegnung mit Mitschwestern, Mitarbeiterinnen und Mitarbeitern, Mitmenschen, Kirche und Welt nach dem Vorbild unserer Gründer Franz von Sales und Johanna Franziska von Chantal.“